# Yves Lampaert
Yves Lampaert (Izegem, 10 aprile 1991) è un ciclista su strada belga che corre per la Soudal Quick-Step. Professionista dal 2013, specialista delle classiche, in carriera ha vinto due Dwars door Vlaanderen, due cronometro a squadre mondiali ed una tappa al Tour de France.

## Carriera
Dopo due stagioni al team dilettantistico Soenens, nel 2012 si trasferisce all'EFC-Omega Pharma-Quick Step, formazione vivaio dell'Omega Pharma-Quickstep, ottenendo subito risultati positivi, tra cui la vittoria nel campionato nazionale a cronometro Under-23 e il secondo posto alla Paris-Roubaix Espoirs. Nel 2013 passa professionista con la Topsport Vlaanderen-Baloise e in due stagioni ottiene due vittorie in classiche del calendario europeo, il Grote Prijs Stad Geel 2013 e la Arnhem-Veenendaal Classic 2014. Si classifica inoltre quarto nella Kuurne-Bruxelles-Kuurne 2014 vinta da Tom Boonen.
Nel 2015 si trasferisce all'Etixx-Quick Step, squadra World Tour, vincendo la Tre Giorni delle Fiandre Occidentali. L'anno dopo è parte del sestetto Etixx-Quick Step che vince il titolo iridato della cronometro a squadre ai campionati del mondo di Doha.
Nel 2017 si impone nella Dwars door Vlaanderen, ai campionati nazionali a cronometro e la seconda tappa della Vuelta a España (vestendo per un giorno la maglia rossa).
Nel 2018 rivince la Dwars door Vlaanderen (seconda affermazione consecutiva) e i campionati nazionali in linea. Selezionato nel sestetto Quick-Step Floors, vince la cronometro a squadre ai campionati del mondo di Innsbruck (per lui seconda affermazione).
Nel 2022 conquista la cronometro di apertura del Tour de France vestendo la maglia gialla per un giorno.

## Palmarès

### Strada
- 2012 (EFC-Omega Pharma-Quick Step, Under-23, due vittorie)

Campionati belgi, Prova a cronometro Under-23
1ª tappa Tweedaagse van de Gaverstreek
- 2013 (Topsport Vlaanderen-Baloise, una vittoria)

Grote Prijs Stad Geel
- 2014 (Topsport Vlaanderen-Baloise, una vittoria)

Arnhem-Veenendaal Classic
- 2015 (Etixx-Quick Step, due vittorie)

1ª tappa Tre Giorni delle Fiandre Occidentali (Bruges > Harelbeke)
Tre Giorni delle Fiandre Occidentali
- 2017 (Quick-Step Floors, tre vittorie)

Dwars door Vlaanderen
Campionati belgi, Prova a cronometro
2ª tappa Vuelta a España (Nîmes > Gruissan/Grand Narbonne)
- 2018 (Quick-Step Floors, due vittorie)

Dwars door Vlaanderen
Campionati belgi, Prova in linea
- 2019 (Deceuninck-Quick-Step, due vittorie)

8ª tappa Tour de Suisse (Goms > Goms, cronometro)
Classifica generale Okolo Slovenska
- 2020 (Deceuninck-Quick Step, una vittoria)

Driedaagse Brugge-De Panne
- 2021 (Deceuninck-Quick Step, due vittorie)

Campionati belgi, Prova a cronometro
7ª tappa Tour of Britain (Hawick > Edimburgo)
- 2022 (Quick-Step Alpha Vinyl Team, due vittorie)

3ª tappa Giro del Belgio (Scherpenheuvel > Zichem, cronometro)
1ª tappa Tour de France (Copenaghen > Copenaghen, cronometro)
- 2024 (Soudal Quick-Step, una vittoria)

1ª tappa Giro di Svizzera (Vaduz > Vaduz, cronometro)

#### Altri successi
- 2015 (Etixx-Quick Step)

Classifica punti Tre Giorni delle Fiandre Occidentali
Classifica giovani Tre Giorni delle Fiandre Occidentali
Classifica miglior corridore delle Fiandre Occidentali Tre Giorni delle Fiandre Occidentali
- 2016 (Quick-Step Floors)

Campionati del mondo, Cronometro a squadre
- 2018 (Quick-Step Floors)

Classifica generale Hammer Sportzone Limburg
Campionati del mondo, Cronometro a squadre
- 2019 (Deceuninck - Quick Step)

2ª tappa Hammer Stavanger, cronosquadre
1ª tappa Hammer Limburg, cronosquadre
2ª tappa Hammer Limburg, cronosquadre
Classifica generale Hammer Limburg

## Piazzamenti

### Grandi Giri
- Tour de France

2018: 80º
2019: 133º
2022: 119º
2023: 104º
2024: 125º
- Vuelta a España

2016: 113º
2017: 136º

### Classiche monumento
- Milano-Sanremo

2019: 66º
2021: 53º
2023: 20º
- Giro delle Fiandre

2014: ritirato
2015: 24º
2017: 36º
2018: 29º
2019: 17º
2020: 5º
2021: 17º
2022: 30º
2023: 41º
2024: 18°
2025: 38º
- Parigi-Roubaix

2014: 108º
2015: 7º
2017: 82º
2018: 28º
2019: 3º
2021: 5º
2022: 10°
2023: 24º
2024: 36º
2025: 28º

### Competizioni mondiali
- Campionati del mondo su strada

Limburgo 2012 - Cronometro Under-23: 16º
Toscana 2013 - Cronometro Under-23: 14º
Ponferrada 2014 - Cronosquadre: 17º
Richmond 2015 - Cronosquadre: 2º
Richmond 2015 - Cronometro Elite: 31º
Doha 2016 - Cronosquadre: vincitore
Doha 2016 - Cronometro Elite: 7º
Bergen 2017 - Cronosquadre: 4º
Bergen 2017 - Cronometro Elite: 23º
Innsbruck 2018 - Cronosquadre: vincitore
Yorkshire 2019 - Cronometro Elite: 48º
Yorkshire 2019 - In linea Elite: 32º
Fiandre 2021 - Staffetta: 7º
Fiandre 2021 - In linea Elite: 61º
Wollongong 2022 - Cronometro elite: 9º
Wollongong 2022 - In linea Elite: 48º
Glasgow 2023 - In linea Elite: 44°

### Competizioni europee
- Campionati europei

Goes 2012 - In linea Under-23: 25º
Frýdek-Místek 2013 - Cronometro Under-23: 13º
Frýdek-Místek 2013 - In linea Under-23: 13º
Plumelec 2016 - Cronometro Elite: 6º
Herning 2017 - In linea Elite: non partito
Glasgow 2018 - Cronometro Elite: 4º
Alkmaar 2019 - Cronometro Elite: 7º
Alkmaar 2019 - In linea Elite: 2º
Drenthe 2023 - Cronometro Elite: 9º
Drenthe 2023 - In linea Elite: 17º